# Muhammad Arif
Pour les articles homonymes, voir Arif.
Muhammad Arif (Tanjungpinang, 1976 - Tanjungpinang, 1er janvier 2021) est un homme politique indonésien.